# Отруйна рослина

Адамова голова (Totenkopf) — як символічне позначення отрути, загрози чи смерті

Отруйні рослини — рослини, в яких містяться токсини та/або хімічні речовини, які являють собою серйозний ризик виникнення хвороби, травми або смерті у людей чи тварин. Отруйні речовини (рослинні токсини, отрути рослин) можуть міститися у всій рослині загалом, або в її частинах — листі, квітах, плодах, насінинах, корі, кореневищі, корінні, цибулинах, більбі. Дія отруйних рослин зумовлена вмістом у них різних отруйних речовин: глюкозидів, ефірних олій, алкалоїдів, органічних кислот, смол, токсоальбумінів та інших хімічних сполук.
Більшість отруйних рослин росте в тропічних країнах. У світі відомо близько 10 тис. видів отруйних рослин, з яких в Україні росте до 250-300 видів.
Як і звичайні рослини, отруйні рослини можуть мати значення у народній медицині та у фармацевтичній промисловості для виготовлення лікарських засобів.

## Список окремих отруйних рослин
- Аконіт волотистий[2] (Akonitum paniculatum Lam.) Містить значну кількість алкалоїдів, найотруйнішим серед яких є аконітин. Отрута знаходиться, в основному, у корені та прикореневій частині рослини. Отруєння ними можливе при самолікуванні відварами та настоями рослин.
- Анемона дібровна[2]
- Анемона жовтцева[2]
- Багно звичайне[2]
- Беладонна звичайна (Atropa belladonna L.) Містить у значній кількості отруйні алкалоїди, зокрема, атропін. Отруйні речовини із соку плодів беладонни спричиняють важке отруєння при самолікуванні чи їх вживанні.
- Блекота чорна (Hyoscyamus niger L.). У коренях, які схожі на корені петрушки, знаходяться сильнодіючі алкалоїди, що спричинюють значні отруєння.
- Болиголов плямистий (Conium maculatum L.). Отруйність рослини зумовлює алкалоїд коніїн, який міститься, в основному, у плодах до періоду достигання; в меншій мірі міститься в усіх інших частинах рослини.
- Бузина трав'яниста[2] (Sambucus ebulus L.). Глюкозиди амігдалин (при розщепленні якого утворюється синильна кислота), самбуцинігрини, валеріанова і оцтова кислоти зумовлюють специфічний запах ягід, кори і листків рослини.
- Вороняче око[2]
- Вех широколистий[2]
- Дурман звичайний (Datura stramonium L.). Пагони, листки, плоди і насіння дуже отруйні через наявність в них алкалоїдів – атропіну та ін., хоча їх використовують для виготовлення лікарських препаратів. При самолікуванні чи випадковому вживанні можливе важке отруєння.
- Жовтець[2]
- Молочай[3]
- Омег[2]
- Пізньоцвіт осінній (Colchicum autumnale L.). Містить алкалоїд колхіцин, що є дуже сильною отрутою. Вживання насінин чи самолікування ними призводить до отруєння.
- Зіновать руська[2]
- Рододендрон жовтий[2]
- Рицина (Ricinus communis). В насінні міститься рослинна отрута білкової природи глікопротеїн рицин, який за хімічною структурою належить до лектинів. Цей білок незворотно і специфічно зв'язує вуглеводи. Токсична дія рицину полягає у зв'язуванні своїм В-ланцюгом з рецептором на поверхні клітини, подальшому розщепленні дисульфідного зв'язку і проникненні вивільненого при цьому ланцюга А до самої клітини. В клітині ланцюг А взаємодіє з субодиницями рибосоми, порушуючи синтез білків.[4]
- Цикута отруйна[2] (Cicuta virosa L.). Сильнотруйною речовиною є цикутотоксин, який знаходиться, в основному, у кореневищі. Вживання його в їжу чи для самолікування може спричинити смерть.
- Чемериця Лобелієва (Veratrum lobelianum Bernh.). Всі частини рослини містять велику кількість алкалоїдів, тому отруйні, хоча з них у народній медицині виготовляють мазі і настоянки.
- Чемериця біла[2]